# Falier
Familie nobilă venețiană, care a dat următorii dogi:
- Vitale Falier (1084-1096)
- Ordelaffo Falier (1102-1118)
- Marino Falier (1354-1355)
- Bertucci Valier (1656-1658)
- Silvestro Valier (1694-1700)